# MLB Draft 1972
Der MLB Draft 1972 war der achte Draft, der von der Major League Baseball veranstaltet wurde. An erster Stelle wurde Dave Roberts von den San Diego Padres ausgewählt.

## Hintergrund
Einige der bedeutendsten Drafts im Juni waren Rick Manning von den Cleveland Indians und Scott McGregor von den New York Yankees in der ersten Runde. Ebenfalls in der ersten Runde ausgewählt wurden Chet Lemon von den Oakland Athletics, Larry Christenson von den Philadelphia Phillies und der an erster Stelle gewählte Dave Roberts von den San Diego Padres.

## Erstrundenwahlrecht
|  | = All-Star |  |  | = Baseball Hall of Famer |

| Pick | Spieler           | Mannschaft                    | Position | Schule                       |
| ---- | ----------------- | ----------------------------- | -------- | ---------------------------- |
| 1    | Dave Roberts      | San Diego Padres              | 3B       | University of Oregon         |
| 2    | Rick Manning      | Cleveland Indians             | SS       | Niagara Falls, New York      |
| 3    | Larry Christenson | Philadelphia Phillies         | RHP      | Marysville, Washington       |
| 4    | Roy Howell        | Texas Rangers                 | 3B       | Lompoc, Kalifornien          |
| 5    | Bob Goodman       | Montreal Expos                | C        | Memphis, Tennessee           |
| 6    | Dan Thomas        | Milwaukee Brewers             | 1B       | Southern Illinois University |
| 7    | Larry Payne       | Cincinnati Reds               | RHP      | Bedias, Texas                |
| 8    | * Dick Ruthven    | Minnesota Twins               | RHP      | Fresno State University      |
| 9    | Steve Englishbey  | Houston Astros                | OF       | Houston, Texas               |
| 10   | Dave Chalk        | Los Angeles Angels of Anaheim | 3B       | University of Texas          |
| 11   | Preston Hanna     | Atlanta Braves                | RHP      | Pensacola, Florida           |
| 12   | Mike Ondina       | Chicago White Sox             | OF       | Rancho Cordova, Kalifornien  |
| 13   | Richard Bengston  | New York Mets                 | C        | Peoria, Illinois             |
| 14   | Scott McGregor    | New York Yankees              | LHP      | El Segundo, Kalifornien      |
| 15   | Brian Vernoy      | Chicago Cubs                  | LHP      | Westminster, Kalifornien     |
| 16   | Joel Bishop       | Boston Red Sox                | SS       | Sacramento, Kalifornien      |
| 17   | John Harbin       | Los Angeles Dodgers           | SS       | Newberry College             |
| 18   | Jamie Quirk       | Kansas City Royals            | SS       | Whittier, Kalifornien        |
| 19   | Rob Dressler      | San Francisco Giants          | RHP      | Portland, Oregon             |
| 20   | Jerry Manuel      | Detroit Tigers                | SS       | Rancho Cordova, Kalifornien  |
| 21   | Dan Larson        | St. Louis Cardinals           | RHP      | Alhambra, Kalifornien        |
| 22   | Chet Lemon        | Oakland Athletics             | SS       | Los Angeles, Kalifornien     |
| 23   | Dwayne Peltier    | Pittsburgh Pirates            | SS       | Anaheim, Kalifornien         |
| 24   | Ken Thomas        | Baltimore Orioles             | C        | Bellville, Ohio              |

* Hat keinen Vertrag unterschrieben